# Чорсу (Самарканд)
Чорсу́ (узб. Chorsu / Чорсу) — историческое здание-памятник, расположенное в центральной части города Самарканд (Узбекистан), к северо-востоку от площади и ансамбля Регистан, на улице Ислама Каримова, построенное на средства бухарского эмира Шахмурада. В настоящее время носит функцию музея и галереи.
Вместе с другими архитектурными и археологическими историческими памятниками Самарканда, входит в список Всемирного наследия ЮНЕСКО. Название Чорсу́ с персидского языка буквально переводится как четыре пути/дороги.
При эмире Шахмураде в 1785 году было построено сегодняшнее здание, которое получило название Чорсу́, из-за четырёх входов в куполообразное здание. Стены здания имеют форму призмы, которые имеют 12 углов. У здания один большой центральный купол и четыре малых куполов, которые расположены над входами здания. До начала XX века здание использовали купцы и торговцы одеждой, головными уборами, лекарствами, книгами и другими вещами. Вокруг здания также находились лавки и мелкие магазины купцов.
Начиная с советского периода здание было превращено в здание-памятник, и в нём продавали лишь сувенирную продукцию и мелкие вещи повседневного пользования. В 2005 году торговый купол был полностью отреставрирован, при этом, чтобы восстановить полную высоту здания, был счищен трёхметровый слой грунта. В настоящее время торговый купол Чорсу также имеет статус здания-памятника, и используется как музей и галерея изобразительного искусства. Многие известные узбекистанские и иностранные художники и скульпторы выставляют свои работы в Чорсу.

## Галерея
- Восточный и главный вход Чорсу
- Чорсу изнутри
- Слева от Чорсу виден край медресе Шердор Регистана